# Ischnura intermedia
Ischnura intermedia är en trollsländeart som beskrevs av Dumont 1974. Ischnura intermedia ingår i släktet Ischnura och familjen dammflicksländor. Inga underarter finns listade i Catalogue of Life.